# Liste von Zuständen des Blutkreislaufes
Die folgende Liste von Zuständen des Blutkreislaufes gibt einige Zustände wieder, die den menschlichen Blutkreislauf betreffen – dem Organsystem, welches das Pumpen und Leiten des Blutes zu und von Körper und Lunge mit Herz, Blut und Blutgefäßen umfasst.

## Kardiovaskulär
- Angina
- Akutes Koronarsyndrom
- Anomische Aphasie
- Aortendissektion
- Aortenklappeninsuffizienz
- Angeborene Aortenstenose
- Apoplex
- Apraxie
- Herzrhythmusstörung
- Hypertrophe Kardiomyopathie
- Arteriosklerose
- Vorhofflattern
- Atriumseptumdefekt
- Atrio-ventrikulärer Septumdefekt
- Aseptische Knochennekrose

## Kardiale Elektrophysiologie
- AV-Knoten-Reentrytachykardie[2]
- Vorhofflimmern
- Vorhofflattern
- Brugada-Syndrom („Sudden Unexpected Death“-Syndrom)[3]
- Schenkelblock
- Herzrhythmusstörung
- Linksschenkelblock
- Linksanteriorer Hemiblock
- QT-Syndrom
- Lown-Ganong-Levine-Syndrom
- Wolff-Parkinson-White-Syndrom

## Angeborene Herzfehler
- Aortenisthmusstenose
- Atriumseptumdefekt
- Single Ventricle
- Ebstein-Anomalie
- GUCH

### Zyanotischer Herzfehler
- Fallot-Tetralogie (ToF)
- Hypoplastisches Linksherz-Syndrom (HLHS)
- Transposition der großen Arterien (d-TGA)
- Aortenisthmusstenose

### Nicht-zyanotischeHerzfehler
- Atriumseptumdefekt
- Ventrikelseptumdefekt
- Persistierender Ductus arteriosus
- Aortenisthmusstenose (kann in einigen Fällen zu Zyanose führen)

## Ischämischen Herzerkrankungen
- Angina Pectoris
- Akutes Koronarsyndrom
- Herzinfarkt

## Herzklappenerkrankungen
- Aortenklappeninsuffizienz
- Mitralstenose
- Pulmonalstenose

## Gefäßchirurgie
Siehe auch: Kategorie:Gefäßchirurgie
- Aortenaneurysma